# 1998 à la télévision
| Années de la télévision : 1995 - 1996 - 1997 - 1998 - 1999 - 2000 - 2001    |
| Décennies de la télévision : 1960 - 1970 - 1980 - 1990 - 2000 - 2010 - 2020 |

Cet article présente les faits marquants de l'année 1998 à la télévision.

## Évènements
- 2 février : Première émission du Bigdil sur TF1.
- 5 mars : Lancement de M6 Music (devenu W9 en 2005).
- 21Juin : fin de l'École des fans sur France 2
- 12 juillet : Retransmission sur TF1 de la finale France-Brésil de la Coupe du monde de football 1998 où la France gagne 3 à 0.
- 20 septembre : Lancement de la chaîne Game One, première chaîne européenne à parler de jeux vidéo.

## Émissions
- 26 janvier : Le Journal de la santé (La Cinquième)
- 2 février : Le Bigdil (TF1)
- 5 septembre : Tout le monde en parle (France 2)
- 7 septembre : C'est au programme (France 2)
- 12 septembre : Le Plus Grand Cabaret du monde (France 2)
- 20 septembre : Vivement dimanche (France 2)
- septembre : Level One (Game One)
- 19 septembre : Silence ça Pousse ! (La Cinquième)

## Documentaires
- Corpus Christi par Jérôme Prieur et Gérard Mordillat sur Arte
- Il était une fois la Mésopotamie par Jean-Claude Lubtchansky sur Arte
- Quand le Japon s’ouvrit au monde par Jean-Claude Lubtchansky sur Arte

## Séries télévisées
- Première diffusion de la série Buffy contre les vampires,  le vendredi soir, en seconde partie de soirée (juin).
- Départ d'Alyssa Milano de Melrose Place. Engagée en 1997 pour 6 épisodes, elle aura finalement tourné 40 épisodes.
- 7 octobre : Début de la série Charmed aux États-Unis sur le réseau The WB. Le premier épisode réalise un record pour la chaîne américaine en termes d'audience. Il réunit en effet 7n7 millions de téléspectateurs. Charmed devient ensuite le deuxième programme le plus regardé de la WB, derrière Sept à la maison mais devant Buffy contre les vampires.
- Le Comte de Monte-Cristo, de Josée Dayan, avec Gérard Depardieu, Ornella Muti, Pierre Arditi, Jean Rochefort, Inés Sastre, Florence Darel, Roland Blanche
- 12 octobre : Les Teletubbies en France sur Canal+.
- 19 octobre : Début de la série La Nouvelle Famille Addams aux États-Unis sur le réseau Fox Family.

## Feuilletons télévisés
- Arrivée des Pokémon sur les écrans français (TF1)

## Distinctions

### Sept d'or(France)
- Meilleure émission d'animation et de jeunesse : Les Minikeums, France 3

## Principales naissances
- 9 janvier : Kerris Dorsey -- Brothers and Sisters
- 8 juillet : Jaden Smith -- Karaté Kid
- 22 juillet : Madison Pettis -- Cory Est Dans La Place, Le Plan de Jeu
- 18 septembre : Théo Fernandez -- Les Tuche

## Principaux décès
- 21 janvier : Jack Lord, acteur américain (° 30 décembre 1920).
- 1er avril : Gene Evans, acteur américain (° 11 juillet 1922).
- 7 avril : Yves Mourousi, journaliste de télévision français (° 20 juillet 1942).
- 19 avril : Armand Jammot, producteur de télévision français (° 4 avril 1922).
- 23 avril : Catherine Langeais, speakerine et présentatrice de télévision française (° 9 août 1923).
- 21 juillet : Robert Young, acteur américain (° 22 février 1907).
- 31 juillet : Sylvia Field, actrice américaine (° 28 février 1901).
- 17 octobre : Joan Hickson, interprète de Miss Marple (° 5 août 1906).
- 8 novembre : Jean Marais, acteur français (° 11 décembre 1913).